# Simon Abkarian
Simon Abkarian (Gonesse, 5 marzo 1962) è un attore francese.

## Biografia
Abkarian nasce a Gonesse, in Francia, il 5 marzo del 1962 da genitori armeni. Trascorre l'infanzia in Libano per poi ritrasferirsi, da ragazzo, negli Stati Uniti, a Los Angeles, dove si unisce ad una compagnia teatrale armena diretta da Gerald Papazian. Nel 1985 fa ritorno in Francia, stabilendosi a Parigi.
È apparso in circa trenta film, i più rinomati dei quali sono Ararat - Il monte dell'Arca di Atom Egoyan, dove interpreta il pittore armeno Arshile Gorky, e Yes, nel quale ha interpretato il ruolo del protagonista. Nel 2006 ha interpretato il malvagio Alex Dimitros nel film di James Bond Casino Royale, nel quale il suo personaggio è un imprenditore del governo e trafficante di armi che lavora contro Bond.
Ha interpretato Dariush Bakhshi, il Console Speciale Iraniano, nella serie drammatica della BBC Spooks.

## Filmografia

### Cinema
- Ognuno cerca il suo gatto (Chacun cherche son chat), regia di Cédric Klapisch (1996)
- Ararat - Il monte dell'Arca (Ararat), regia di Atom Egoyan (2002)
- Autoreverse (Ni pour ni contre (bien au contraire)), regia di Cédric Klapisch (2002)
- The Truth About Charlie, regia di Jonathan Demme (2002)
- Aram, regia di Robert Kechichian (2002)
- Un mondo quasi sereno (Un monde presque paisible), regia di Michel Deville (2002)
- Yes, regia di Sally Potter (2004)
- Le démon de midi, regia di Marie-Pascale Osterrieth (2005)
- Zaïna, Cavalière de l'Atlas, regia di Bourlem Guerdjou (2005)
- Le Voyage en Arménie, regia di Robert Guédiguian (2006)
- Casino Royale, regia di Martin Campbell (2006)
- C'est dimanche!, regia di Samir Guesmi - cortometraggio (2007)
- Rendition - Detenzione illegale (Rendition), regia di Gavin Hood (2007)
- Musée haut, musée bas, regia di Jean-Michel Ribes (2008)
- Segreto di stato (Secret défense), regia di Philippe Haïm (2008)
- Rage, regia di Sally Potter (2009)
- L'Armée du crime, regia di Robert Guédiguian (2009)
- Tête de turc, regia di Pascal Elbé (2010)
- Angelica (Angélique), regia di Ariel Zeitoun (2013)
- La Marche, regia di Nabil Ben Yadir (2013)
- Viviane (Gett), regia di Ronit Elkabetz e Shlomi Elkabetz (2014)
- Il padre (The Cut), regia di Fatih Akın (2014)
- Une histoire de fou, regia di Robert Guédiguian (2015)
- La meccanica delle ombre (La mécanique de l'ombre), regia di Thomas Kruithof (2016)
- Overdrive, regia di Antonio Negret (2017)
- Djam, regia di Tony Gatlif (2017)
- Cyrano, mon amour (Edmond), regia di Alexis Michalik (2018)
- Deux moi, regia di Cédric Klapisch (2019)
- Testimone misterioso (Sans répit), regia di Régis Blondeau (2022)
- Overdose, regia di Olivier Marchal (2022)

### Doppiatore
- Parva e il principe Shiva (La légende de Parva), regia di Jean Cubaud (2003)
- Persepolis, regia di Marjane Satrapi e Vincent Paronnaud (2007)
- Le avventure di Zarafa - Giraffa giramondo (Zarafa), regia di Rémi Bezançon e Jean-Christophe Lie (2012)

## Doppiatori italiani
- Antonio Palumbo in Viviane, La meccanica delle ombre
- Stefano Mondini in Autoreverse
- Francesco Pannofino in Casino Royale
- Davide Marzi in Il padre
- Massimo Lopez in Overdrive

Da doppiatore è sostituito da:
- Giorgio Lopez in Parva e il principe Shiva
- Sergio Castellitto in Persepolis
- Francesco Prando ne Le avventure di Zarafa - Giraffa giramondo